# Prințesa circului
Prințesa circului (titlul original: în germană Die Zirkusprinzessin) este o operetă în trei acte de Emmerich Kálmán.
Libretul: Julius Brammer si Alfred Grünwald.
Premiera: la 26 martie 1926 la „Theater an der Wien“ în Viena.
A fost adaptată într-un film sovietic, Mister Iks, în 1958, cu Georg Ots ca domnul X și Marina Iurasova ca Theodora Verdier (Prințesa Fedora Palinska în operetă). Filmul este bazat pe opereta cu același nume din 1956 de la Teatrul de Comedie Muzicală din Leningrad, operetă adaptată după Prințesa circului de Emmerich Kálmán.

## Personaje
- prințesa Fedora Palinska (soprană)
- Fedja Palinski („Mister X“) (tenor)
- Miss Mabel Gibson (subretă)
- Toni Schlumberger (tenorbuffo)
- Prinz Sergius Wladimir (bariton)
- Graf Sakusin
- Leutnant Petrovitsch
- Direktor Stanislawski
- Carla Schlumberger, Hotelbesitzerin (alto)
- Samuel Preßburger
- Gesellschaft, Offiziere, Zirkusleute (cor)

## Conținut
În centrul atenției este  „Mister X”, care apare mascat ca un temerar călăreț de circ. În realitate, el este nepotul dezmoștenit al unui prinț decedat. O iubea pe soția prințului fără ca ea să-l cunoască. Întâmplător, cei doi din nou se întâlnesc. Văduva prințului se îndrăgostește și ea de „Mister X”. Cu toate acestea, ea îl crede a fi prințul Korosoff, iar cei doi se căsătoresc înainte ca presupusul Korosoff să-i dezvăluie identitatea sa.
Totul este o intriga creată de un rival. Acest intrigant i-a invitat și pe colegii lui „Mister X” la nuntă. Mireasa este jenată pentru că este văzută drept „prințesa circului”. Despărțirea îndrăgostiților este inevitabilă, dar la Viena se regăsesc. 
Un al treilea act amuzant încheie această operetă încă populară de Kálmán.